# ژان سوبرت
ژان سوبرت (انگلیسی: Jean Saubert; ۱ مهٔ ۱۹۴۲ – ۱۵ مهٔ ۲۰۰۷) اسکی‌باز آلپاین اهل ایالات متحده آمریکا بود.